# Teresa Cristina de Borbón-Dos Sicilias
Teresa Cristina de Borbón-Dos Sicilias (Nápoles, 14 de marzo de 1822 - Oporto, 28 de diciembre de 1889) fue princesa del Reino de las Dos Sicilias y, a través de su matrimonio con el emperador Pedro II de Brasil, emperatriz del Brasil. Hija de Francisco I de las Dos Sicilias y de su segunda esposa, María Isabel de Borbón, queda huérfana de padre en 1830. Aunque se la deja de lado por parte de su madre, es criada en un ambiente conservador y desarrolla un carácter tímido y apagado. 
Con un físico no tan agraciado, considera estar condenada al celibato hasta que, en 1844, se casa por poderes en Nápoles con el joven emperador Pedro II de Brasil. Sin embargo, el primer encuentro entre los dos en Río de Janeiro es un fracaso y el joven soberano latinoamericano se siente engañado al descubrir la poca belleza de su ya prometida esposa. Con el paso del tiempo, la generosidad de la emperatriz ayuda a crear una complicidad real con el emperador que une a la pareja y le da rápidamente cuatro hijos. A lo largo de su reinado, Pedro II tiene algunas relaciones extramaritales ante las cuales la emperatriz parece cerrar los ojos. 
Discreta y piadosa, lleva una vida relativamente retirada, en la que la educación de sus hijos tiene un lugar preponderante. Menos culta que su esposo y que su rival, la condesa de Barral, la emperatriz se apasiona por el arte grecorromano y crea, desde su llegada a Brasil, una colección de antigüedades que desde el 2014 y hasta su destrucción en un incendio se expusieron en el Museo Nacional de Brasil. Se interesa además por el mosaico y decora con ellos los jardines del palacio de São Cristóvão.
En 1889, tras 45 años en Brasil, Teresa Cristina se tiene que enfrentar a la proclamación de la república en Brasil que derroca a su esposo y le obliga a exiliarse en el Reino de Portugal con su familia. Gravemente enferma desde hacía algunos años, la anciana soberana ve cómo su salud empeora rápidamente y muere de un paro cardiaco debido a problemas respiratorios un mes después de la abolición del imperio brasileño.
Habría que esperar hasta 1921, durante la preparación de las fiestas relacionadas con el centenario de la independencia de Brasil, para que sus restos mortales y los de su marido fueran repatriados a su país. Los cuerpos de la familia imperial reposan en la catedral de Petrópolis.

## Familia

La familia del futuro Francisco I de las Dos Sicilias en 1820, pintado por Giuseppe Cammarano. De izquierda a derecha, pueden apreciarse a los futuros: reina María Isabel de Borbón, duquesa de Berry, gran duquesa María Antonieta de las Dos Sicilias, duquesa de Cádiz, reina María Cristina de Borbón-Dos Sicilias, príncipe real de Nápoles (futuro Fernando II), infanta María Amalia de Borbón-Dos Sicilias, rey Francisco I de Dos Sicilias, príncipe de Capua y conde de Siracusa.

La princesa Teresa Cristina era hija del rey Francisco I de las Dos Sicilias y de su segunda esposa, la infanta María Isabel de Borbón, hija a su vez del rey Carlos IV de España y de la princesa María Luisa de Parma. Por parte de padre, Teresa Cristina pertenecía a la rama napolitana de la casa de Borbón mientras que, por parte de madre, descendía de los Borbones españoles y los Borbones parmesanos. 
Teresa Cristina era, además, la media hermana de la duquesa de Berry y la hermana del rey Fernando II de las Dos Sicilias, de la gran duquesa María Antonieta de las Dos Sicilias y de la reina regente María Cristina de Borbón-Dos Sicilias.
Se casó con el emperador Pedro II de Brasil, hijo del rey Pedro IV de Portugal y de la archiduquesa María Leopoldina de Austria, el 30 de mayo de 1843 en Nápoles, y posteriormente el día 4 de septiembre de 1843 en Río de Janeiro. La pareja se estableció en la capital brasileña, Río de Janeiro, y tuvieron cuatro hijos: Alfonso, Isabel, Leopoldina y Pedro.

## Biografía

### Una juventud solitaria

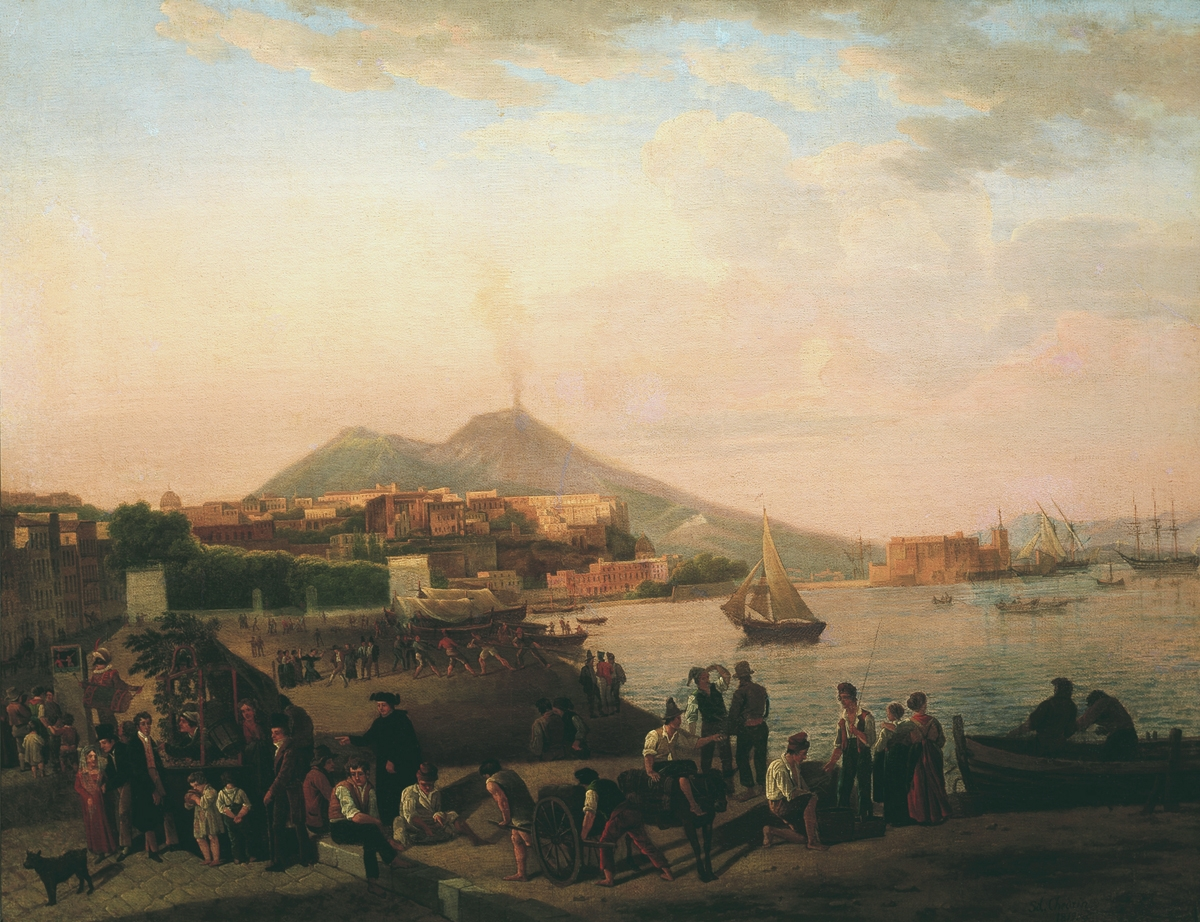
Vista de Nápoles, capital del reino de las Dos Sicilias, donde Teresa Cristina pasó los primeros años de vida. Cuadro de Sylvester Shchedrin (1819).

Nacida el 14 de marzo de 1822, cuando el futuro Francisco I de las Dos Sicilias era aún duque de Calabria, Teresa Cristina se quedó huérfana de padre con 8 años, en 1830. Su madre, que se casó con un joven oficial en 1839, era una persona distante y Teresa Cristina tuvo una infancia solitaria, en un ambiente que los historiadores como Pedro Calmon califican de supersticioso, intolerante y conservador. Según otros autores, como Aniello Angelo Avella, habría que matizar este análisis, teniendo en cuenta la construcción de la leyenda negra que se produjo durante la unificación italiana. Al contrario que su piadoso padre y que su impulsiva madre, Teresa Cristina tenía un carácter dulce y tímido. Poco segura de sí misma, nunca se quejaba, sean cuales fueran las circunstancias en las que se encontrara.
No era ni guapa ni de aspecto agradable, sino bajita y algo rellenita. Tenía los ojos marrones y el pelo castaño. Aunque muchos la han descrito como coja, se trataría, según el historiador Pedro Calmon, de una manera extraña de caminar, ya que tenía las piernas demasiado arqueadas, lo que le obligaba a apoyarse alternativamente en el pie izquierdo y en el derecho. Tenía, por el contrario, una voz hermosa, practicaba canto con regularidad y se interesaba por la ópera y la danza. También sentía pasión por el arte grecorromano y, de hecho, fue a Brasil con diversas obras de arte provenientes de las ruinas de Pompeya y Herculano.

### Un matrimonio que empezó mal

#### Un matrimonio concertado

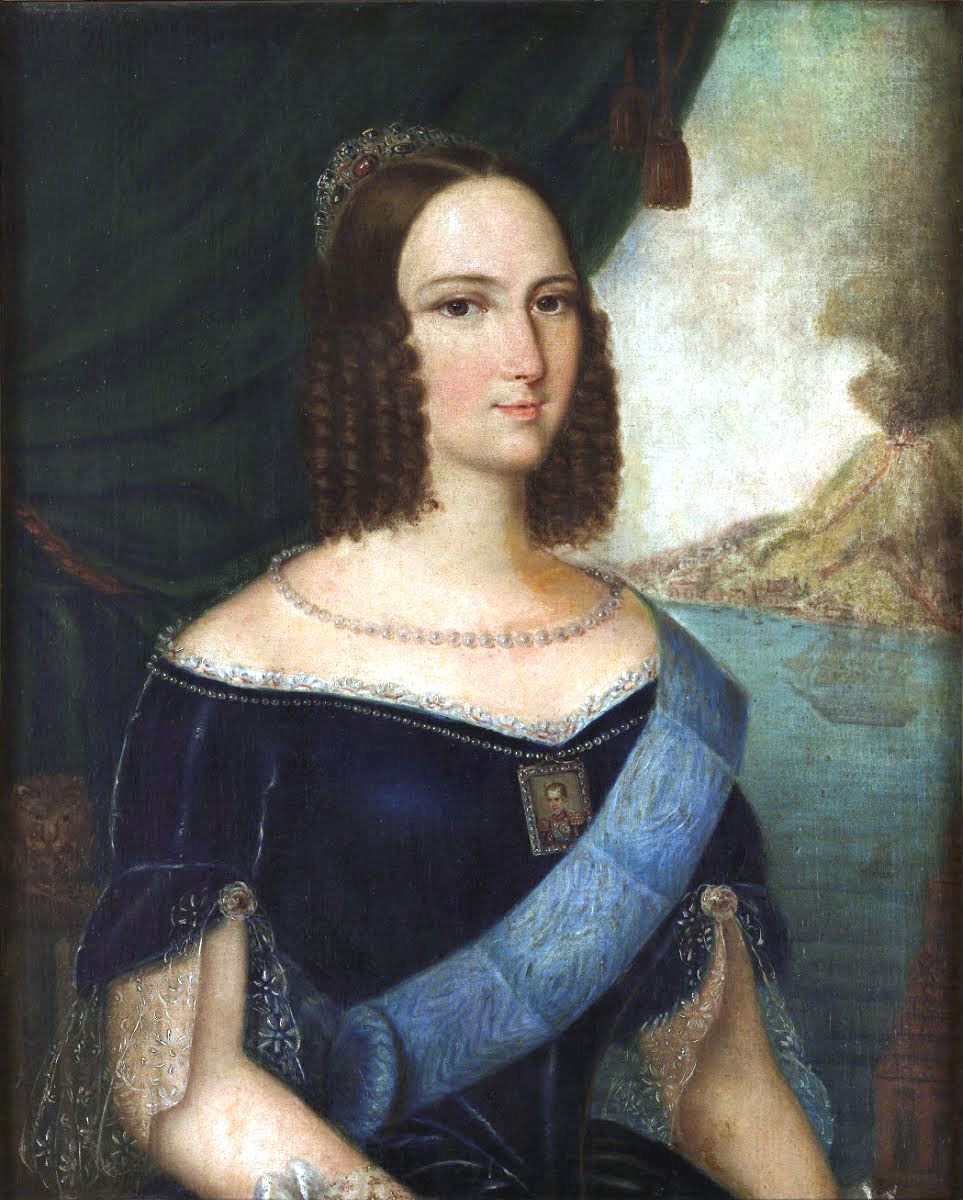
El falso retrato de Teresa Cristina que fue enviado a Pedro II para alentar el matrimonio imperial.

A principio de los años 1840, Vincenzo Ramírez, embajador de las Dos Sicilias en la corte austriaca, se reunió en Viena con el enviado brasileño encargado de encontrar en Europa una esposa para el joven Pedro II. Las casas reales consultadas se mostraron prudentes, ya que temían, sin ninguna duda, que Pedro II iba a desarrollar la misma personalidad de su padre, el emperador Pedro I, conocido por su inconsistencia y sus numerosas relaciones extramaritales. Por su parte, Ramírez no le dio ninguna importancia a la reputación del soberano y le propuso la mano de Teresa Cristina al emperador. De hecho, los sentimientos poca importancia tenían en aquella época y el papel de las princesas se limitaba a dar a luz a herederos para su marido y su nación de acogida. No obstante, debido a que su familia era bastante vasta, por lo tanto no le podía asegurar más que una dote mediocre, y a que ya tenía más de 20 años (edad avanzada para casarse en la época), Teresa Cristina apenas tenía esperanzas en contraer matrimonio y la perspectiva de casarse con un emperador no podía ser desestimada tan rápido.
Para convencer a Pedro II para que aceptara el matrimonio, el gobierno napolitano le envió al soberano un retrato de una joven chica guapa que supuestamente era Teresa Cristina. Seducido por esta imagen, que le pareció que representaba a una «princesa de cuentos de hadas», el emperador aceptó la unión con entusiasmo. Sin embargo, según el historiador James McMurtry Longo, la persona que aparecía en el cuadro no era la princesa y, cuando Pedro II descubrió el engaño, era demasiado tarde para dar marcha atrás.
Teresa Cristina y Pedro II tenían cierto grado de consanguinidad, por lo que fue necesaria una dispensa papal del papa Gregorio XVI para llevar a buen término los acuerdos matrimoniales. Cuando esta se obtuvo, se celebró una boda por poderes el 30 de mayo de 1843 en Nápoles. Durante la ceremonia, el conde de Siracusa fue el que representó al marido de su hermana pequeña.

#### Un marido decepcionado por el físico de su esposa

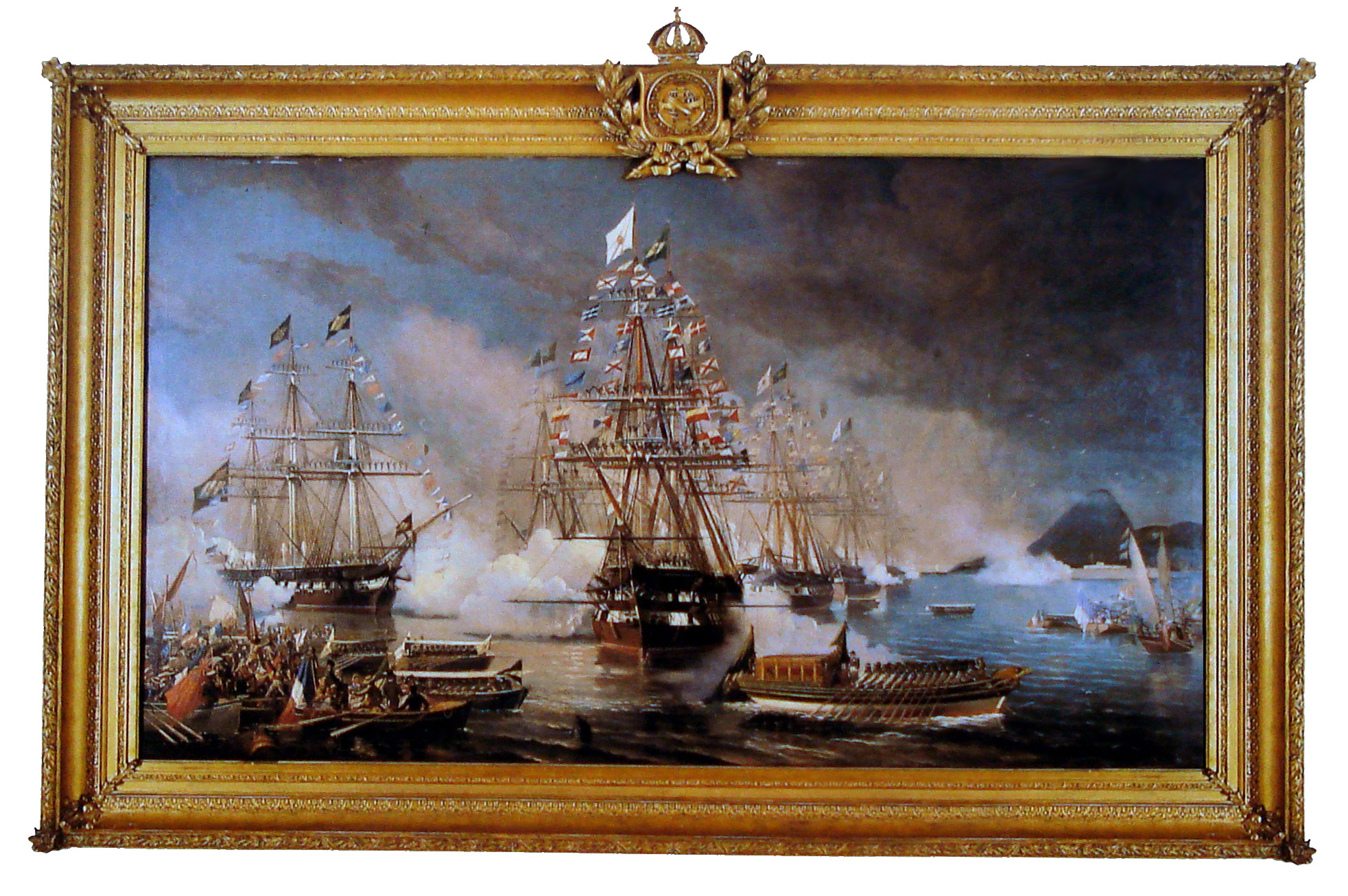
Cuadro de Eduardo de Martino (1872) que representa la llegada a Brasil de Teresa Cristina a bordo de la fragata Constituição.

Una pequeña flota brasileña compuesta por la fragata Constituição y dos corbetas abandonaron el Reino de las Dos Sicilias el 3 de marzo de 1843 para escoltar a la nueva emperatriz. La escuadra, acompañada por una división naval napolitana compuesta por un navío de línea y tres fragatas, llegó a Río de Janeiro el 3 de septiembre de 1843, tras seis meses de viaje.
En cuanto Teresa Cristina llegó a Brasil, Pedro II se dirigió a su navío para conocerla. Ante este gesto impetuoso, la multitud carioca aclamó a su emperador y dispararon al aire de forma ensordecedora para saludarlo. Grande, rubio con los ojos azules y descrito como un joven muy hermoso a pesar de su prognatismo, el emperador de 17 años sedujo inmediatamente a la princesa napolitana. Sin embargo, esto no fue recíproco y Pedro II se mostró abiertamente decepcionado por la apariencia física de su prometida. A los ojos del soberano, Teresa Cristina era una «niña vieja» que aparentaba más de 22 años. Solo veía sus defectos físicos y la diferencia entre el retrato que se le presentó y la realidad. Pedro II no ocultó la repulsión que le causaba la princesa. Un testigo afirmó que estuvo tan chocado que tuvo que sentarse al verla; otro, que se dio media vuelta. El historiador Roderick J. Barman indica que, en su opinión, «pudieron suceder ambas cosas». En todo caso, Pedro II abandonó el navío de la princesa rápidamente y esta se encerró en su camarote. Al haberse dado cuenta de la desilusión causada a su prometido, rompió a llorar lamentándose porque el emperador no la quería.

#### Una esposa decidida

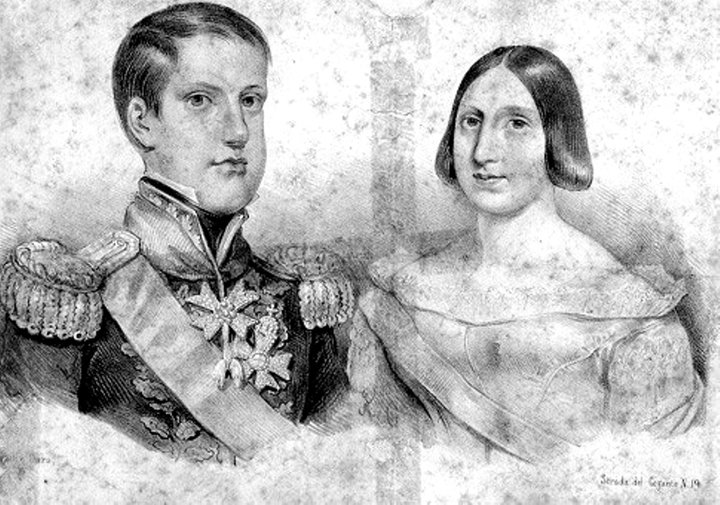
La pareja imperial en la época del matrimonio (1843). Esta litografía ofrece un retrato más realista de Teresa Cristina.

La misma tarde de su primer encuentro con su soberano, Teresa Cristina se dio cuenta de que Pedro II basó sus expectativas en un retrato que no era demasiado fiel. Abatida, escondió su angustia a su marido y a sus nuevos sirvientes. Estaba decidida a hacerlo lo mejor posible para mejorar la situación y le escribió a su familia: «Sé que mi apariencia es diferente a la que había sido anunciada. Haré todo lo posible para vivir de tal manera que nadie se lleve a engaño por mi carácter. Mi ambición será parecerme a María Leopoldina de Austria, la madre de mi marido, y ser brasileña de corazón en todo lo que haga».
Finalmente, aunque tuvo lugar un matrimonio por poderes en Nápoles, se organizó una importante ceremonia nupcial el 4 de septiembre en la catedral de Río de Janeiro, para unir públicamente al emperador y a la emperatriz. Teresa Cristina no tardó en ganarse a sus sirvientes que apreciaban su disposición y su seriedad. Algunos días después de llegar al país, recibió la expresión de afecto y la alegría de todos, excepto de su nuevo marido.
El objetivo del matrimonio entre Teresa Cristina y Pedro II era dar un heredero al imperio y, por tanto, los brasileños esperaban con ansiedad el anuncio de un embarazo. Sin embargo, los meses pasaban y la emperatriz tardaba en quedarse embarazada por lo que la población empezó a especular sobre las razones que impedían a la pareja tener un hijo. Rápidamente, algunos empezaron a sospechar que el soberano sufría impotencia. Sin embargo, la realidad era bastante diferente: el emperador sentía una aversión hacia Teresa Cristina y no tenía ningún deseo en consumar su matrimonio. Ante el rechazo de su esposo en acostarse con ella, la emperatriz acabó por pedirle un permiso para volver a Italia. Afectado por el dolor que sentía su mujer, Pedro II consintió finalmente en tener relaciones sexuales con ella. A pesar de todo, su actitud no cambió y siguió tratando a Teresa Cristina fríamente.

### Una emperatriz apagada

#### El alejamiento del conde de Aquila

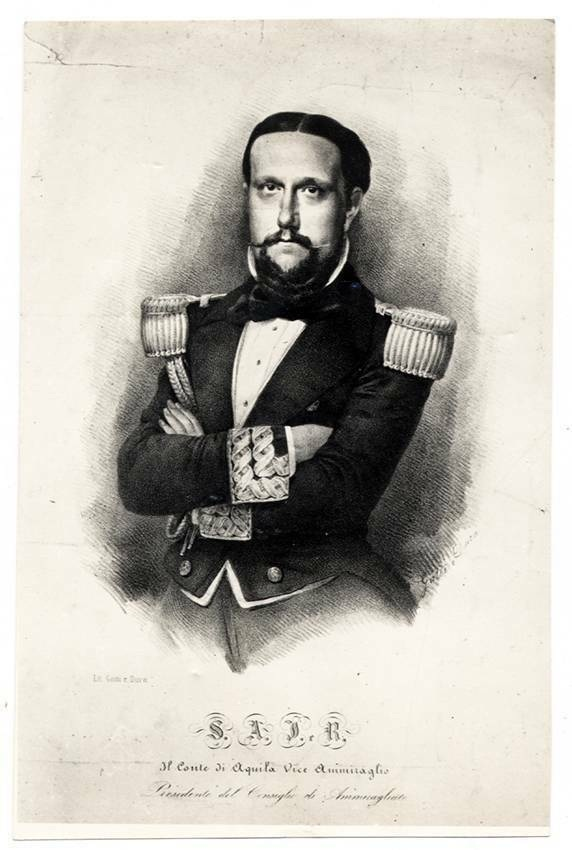
El príncipe Luis de las Dos Sicilias, conde de Aquila.

Teresa Cristina no era el único miembro de la familia real de las Dos Sicilias que atravesó el Atlántico para ir a Brasil en 1843: uno de sus hermanos, el conde de Aquila también hizo un viaje a Río de Janeiro para conocer a la hermana de Pedro II, la princesa imperial Januaria. En la época ella era la heredera presunta del soberano y tenía prohibido abandonar el país. Deseoso por asegurar la sucesión imperial, el gobierno brasileño ansiaba encontrarle un esposo a la princesa y la llegada del conde de Aquila fue vista con buenos ojos. Además, los dos jóvenes se enamoraron rápidamente y el conde de Aquila volvió deprisa a Nápoles para pedirle a su hermano, el rey Fernando II de las Dos Sicilias, la autorización para casarse con Januaria e instalarse en Brasil.
El conde de Aquila llegó a Río definitivamente el 8 de abril de 1844 y los dos jóvenes se casaron poco después de su llegada. La relación entre Pedro II y su cuñado se degradó rápidamente y dejaron de dirigirse la palabra desde mediados de julio. La personalidad extrovertida del conde de Aquila chocaba mucho con el carácter reservado del emperador, al que le incomodaba la inclinación de su cuñado por los placeres frívolos. Por otra parte, Januaria no escondía el amor que sentía por su marido y el contraste entre las relaciones entre las dos parejas irritaba sobremanera al soberano, cuya inmadurez e inseguridad quedaron al descubierto. El hecho de que tanto Januaria como Teresa Cristina se entendieran tan bien con el príncipe de las Dos Sicilias hizo aún mayor el aislamiento del emperador.
Al mismo tiempo, algunos napolitanos que acompañaron a Teresa Cristina y a su hermano a Brasil buscaban hacerse un hueco en el país. El confesor del conde de Aquila buscó caldear las ambiciones del príncipe animándole a formar su propia facción entre los cortesanos brasileños. Paulo Barbosa da Silva, el oficial responsable del palacio imperial, se empezó a inquietar: él y Aureliano de Sousa e Oliveira Coutinho, vizconde de Sepetiba, formaron a la llegada de Pedro II la «facción cortesana», compuesta por servidores de alto rango y políticos importantes. Este grupo ejerció una gran influencia en el soberano y no quería compartir su poder con los recién llegados.
La «facción cortesana» decidió explotar los desacuerdos familiares insinuando que el conde de Aquila y sus partidarios confabulaban para hacerse con el trono. Sin confiar en él, el joven emperador se dejó persuadir fácilmente y su cuñado acabó siendo excluido de la corte. Por su parte, el conde de Aquila se quejó abiertamente de la falta de consideración del soberano y criticó con desdén la sociedad y la vida en Brasil. En diversas ocasiones, el príncipe napolitano pidió a Pedro II el permiso para volver a Europa con su esposa. Al principio reticente, el emperador acabó por aceptarlo tras haber discutido con su cuñado en público. El conde y la condesa abandonaron Río de Janeiro el 23 de octubre de 1844. Para Teresa Cristina, que no hacía más que intentar reconciliar a los dos hombres, la salida de su hermano fue un golpe muy duro, ya que ella se encontraba sola en Brasil con su esposo.

#### Una madre marcada por la pérdida de dos de sus hijos

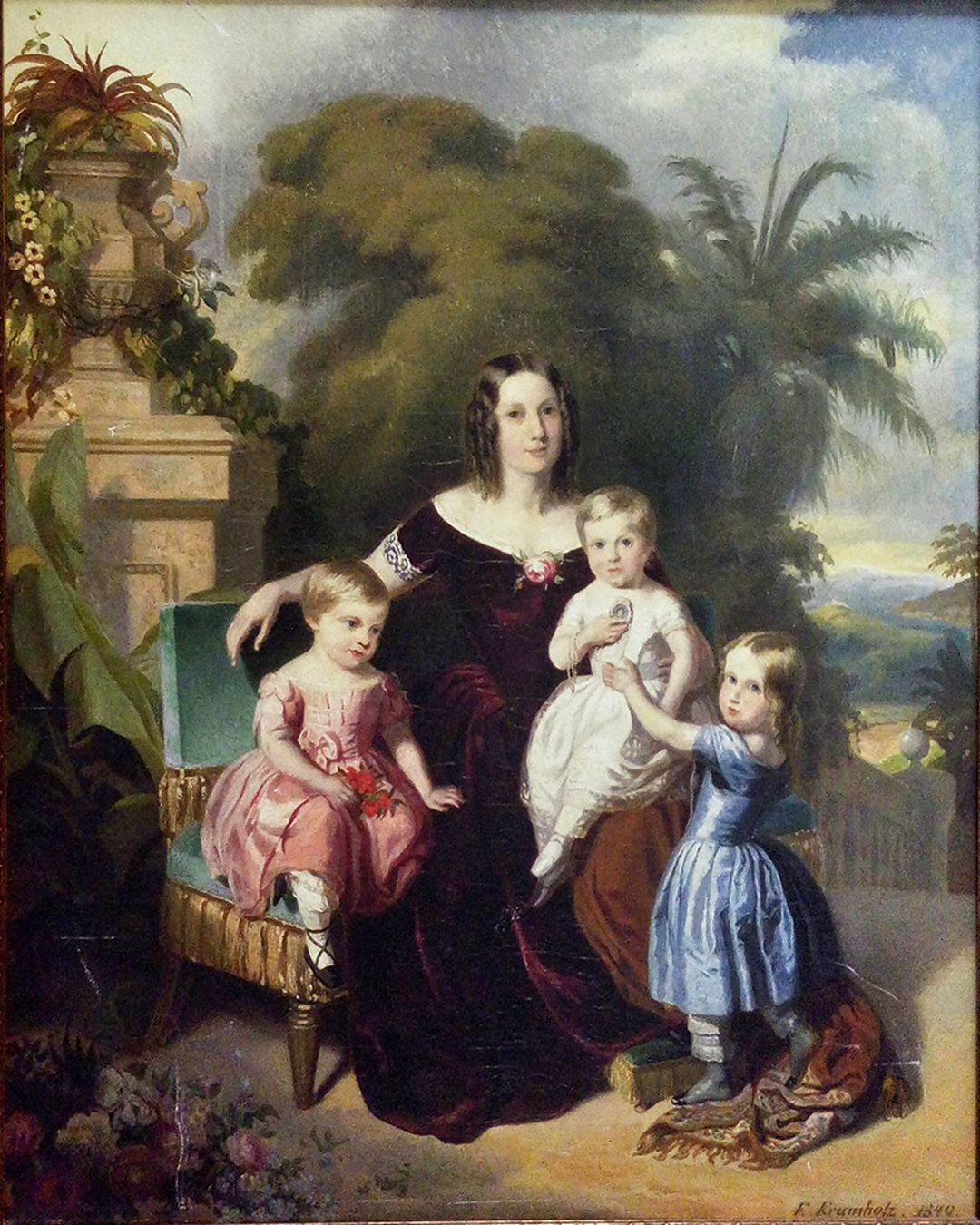
La emperatriz Teresa Cristina y sus hijos mayores: Isabel, Leopoldina y Alfonso. Obra de Ferdinand Krumholtz (1850).

Aunque la relación de la pareja imperial era tensa en un primer momento, Teresa Cristina se esforzó, durante su matrimonio, en ser una buena esposa. Su aplicación en sus deberes oficiales y el nacimiento de algunos hijos hicieron que el carácter de Pedro II se endulzara. Tras algún tiempo, los dos esposos descubrieron intereses comunes y el amor que sentían por sus hijos creó una especie de felicidad familiar. De hecho, tras el nacimiento de su primer hijo, Alfonso, en febrero de 1845, la emperatriz dio a luz a tres hijos más: Isabel en julio de 1846; Leopoldina en julio de 1847 y Pedro en julio de 1848.
Sin embargo, el 11 de junio de 1847, la pareja imperial vivió el dolor por la pérdida del mayor de sus hijos. Mientras jugaba en la biblioteca del palacio de São Cristóvão, empezó a sufrir convulsiones y murió poco después, dejando a sus padres con un gran dolor. Para Teresa Cristina, el choque fue tan grande que se temía por su salud, pues estaba embarazada de la princesa Leopoldina, que nacería sin complicaciones un mes más tarde. La familia sufrió otra tragedia cuando el segundo varón de la familia, el príncipe Pedro, murió el 9 de enero de 1850. Tras esta nueva desaparición, los soberanos no tenían más que dos hijas herederas y, aunque Brasil no tenía ley sálica, el problema sucesorio era fuente de preocupaciones para la pareja imperial, que estaba convencida de que solo un hombre podía dirigir el país. Consciente de su deber de dar a luz a un nuevo heredero, Teresa Cristina no se negó a quedarse nuevamente embarazada. Sin embargo, no nació ningún niño más en la familia imperial y, ello influyó en la atracción que Pedro II sintió hacia otras mujeres más guapas, más inteligentes y más cultas que su esposa.

#### Una mujer a la sombra de su marido

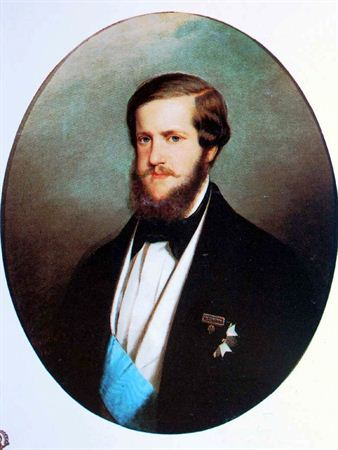
El emperador Pedro II de Brasil en 1850. Obra de Ferdinand Krumholtz.

Entre 1844, fecha de la salida del conde y de la condesa de Aquila de Brasil, y 1848, año en el que nació el último hijo de la pareja imperial, el comportamiento de Pedro II evolucionó considerablemente. Más maduro y más seguro de sí mismo, ya no creía en los rumores de complot, había aprendido, además, a discernir cuando lo intentaban manipular y rechazó la influencia de la camarilla. De hecho, conforme se iba haciendo adulto, sus debilidades disminuyeron mientras que se afirmó su fuerza de carácter. Cuando ejerció el poder por sí mismo, su trabajo se volvió más eficaz y su imagen pública mejoró. Esta evolución no desagradó a Teresa Cristina. Primero porque con el tiempo, las tensiones entre su esposo y su hermano disminuyeron y segundo porque la emperatriz odiaba la «facción cortesana» y se alegró cuando su marido la alejó del gobierno y de palacio.
Por su parte, la emperatriz aceptó fácilmente su papel, cada vez más circunscrito al que su esposo la relegaba. Sin interés en la política, se pasaba el tiempo escribiendo, leyendo, haciendo trabajos de costura, rezando y ayudando en obras de caridad. De hecho, el único ámbito en el que Teresa Cristina parecía ejercer una cierta influencia era en el de la inmigración. Deseosa de hacer progresar la educación y la sanidad en su país de adopción, la emperatriz animó a Pedro II a favorecer la inmigración de numerosos intelectuales y trabajadores italianos, tanto en la capital brasileña como en el interior del país.
A pesar de su limitada educación, a Teresa Cristina le apasionaban las artes, la música y la arqueología. Desde que llegó a Brasil, empezó una colección de obras grecorromanas y recibió centenares de antigüedades que su hermano, el rey Fernando, le enviaba a cambio de objetos de arte indígena, destinados al museo Borbónico de Nápoles. Organizó además, dirigida por ella misma, excavaciones en los dominios que había heredado en Veyes, un yacimiento etrusco situado a una quincena de kilómetros al norte de Roma. En su tiempo libre, se dedicó, sobre todo, al arte del mosaico. Decoró con este arte fuentes, bancos y muros del jardín de las princesas del palacio de São Cristóvão así como con conchas y porcelanas, adelantándose 50 años a las obras de Gaudí y Jujol.
En Brasil, Teresa Cristina tenía pocas amigas, a excepción de sus damas de compañía y, en particular, de la baronesa y después vizcondesa Josefina da Fonseca Costa. Apreciada por el personal de palacio, mostraba ser buena jueza del carácter de los visitantes y los cortesanos. Sin pretensiones y con un carácter generoso, era una madre y, posteriormente abuela, afectuosa. Modesta en los actos y en sus vestidos, nunca llevó joyas, salvo en las ceremonias oficiales. Muy reservada, daba a aquellos que tenía cerca la sensación de estar siempre algo triste.

#### Rivalidad con la condesa de Barral

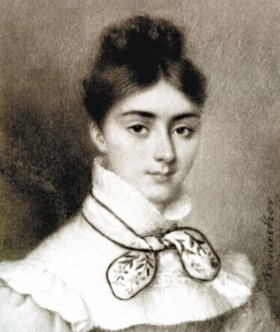
La condesa de Barral, rival de la emperatriz.

Esposa devota, Teresa Cristina apoyó a su marido de manera incondicional. Gracias a su comportamiento, logró hacer nacer en el emperador sentimientos de afecto y de respeto. A pesar de todo, la relación de la pareja nunca alcanzó el grado de amor romántico. Si el emperador trataba a su esposa con dignidad y no ponía en peligro su posición, la emperatriz debía guardar silencio sobre las relaciones extramatrimoniales, reales o imaginadas, de su marido. Teresa Cristina no era una «mujer dócil»: su correspondencia, como la de su familia con ella, muestran, por el contrario, que podía llegar a ser colérica y dominante en la esfera privada.
A pesar de sus esfuerzos, Teresa Cristina lo pasaba mal mirando para otro lado sobre las infidelidades de su marido, sobre todo, tras el nombramiento, por parte de este de la condesa de Barral como aya de las princesas Isabel y Leopoldina el 9 de noviembre de 1856. Nacida en Brasil, pero esposa de un aristócrata francés, la condesa poseía todas aquellas cualidades que el monarca admiraba en las mujeres: encantadora, viva, elegante, sofisticada, cultivada y segura de sí misma. A su lado, la emperatriz, que había recibido una educación mucho menos cuidada, no era gran cosa y el emperador cayó rendido a los pies de la condesa.
Aunque probablemente platónica, la relación entre el emperador y el aya colocaba a Teresa Cristina en una posición molesta. Un día, tuvo que responder a su hija Leopoldina por qué su padre pasaba horas acariciando los pies de la condesa en el patio. Sin embargo, el aya no solo era apreciada por el soberano, sino que también tenía una relación muy cercana con la princesa Isabel. A pesar de todos los esfuerzos para ocultar lo que estaba pasando ante sus ojos, la emperatriz no logró, según el historiador Tobías Monteiro, disfrazar el odio que sentía hacia su rival.
Cuando las hijas se hicieron mayores, Teresa Cristina consiguió librarse de la presencia de la condesa de Barral. Al no tener ningún motivo para quedarse en la corte, la joven abandonó Brasil en marzo de 1865 y volvió a Francia con su marido. Su relación con el emperador continuó de manera puramente epistolar, pero, aun así, seguía despertando los celos de la emperatriz, que siempre estuvo enamorada de su esposo a pesar de su relativa indiferencia.

### Últimos años como emperatriz

#### La muerte de la princesa Leopoldina

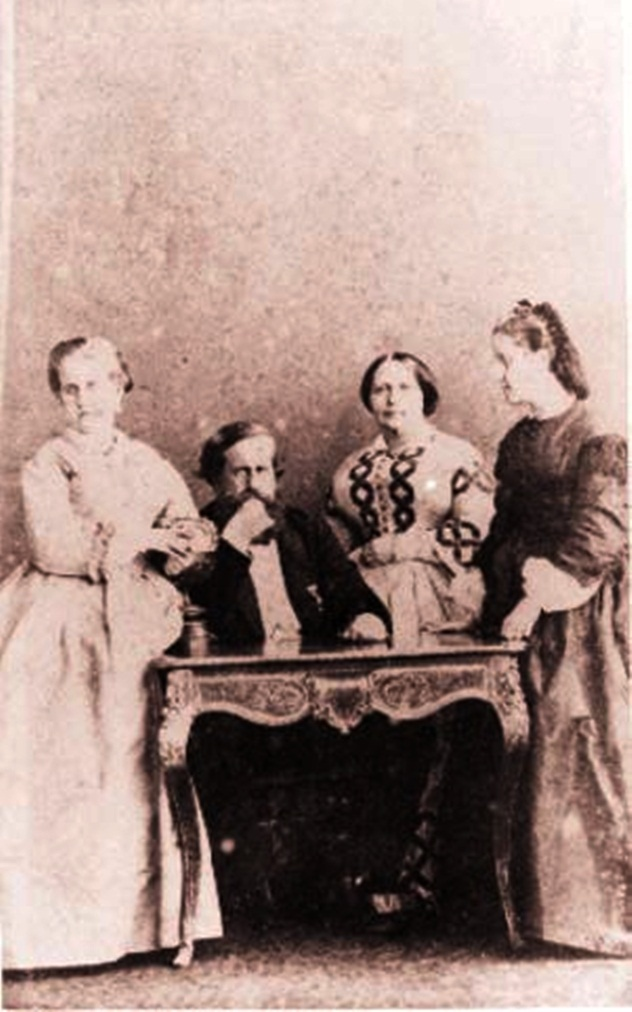
La familia imperial brasileña c. 1863. De izquierda a derecha: la princesa Leopoldina, el emperador Pedro II, la emperatriz Teresa Cristina y la princesa imperial Isabel.

Cuando sus hijas crecieron, Pedro II decidió casarlas para asegurar la sucesión imperial. Tras consultar a su cuñado y a su hermana, el príncipe y la princesa de Joinville, y tras haber oído el rechazo de varios candidatos, el soberano eligió finalmente como yernos a dos nietos del rey Luis Felipe I de Francia: los príncipes Gastón de Orleans, conde de Eu y Luis Augusto de Sajonia-Coburgo-Gotha. Los dos primos fueron a Río de Janeiro donde se casaron, respectivamente, con las princesas Isabel y Leopoldina a finales de 1864. Poco tiempo después, estas abandonaron el palacio imperial para formar su propio hogar y Leopoldina y su esposo fueron pronto a vivir una parte del año a Europa.
Tras haber dado a luz a cuatro hijos entre 1866 y 1870, la princesa Leopoldina murió de fiebre tifoidea en Ebenthal el 7 de febrero de 1871, dejando hundidos al emperador y a la emperatriz.· Algunos meses después, los soberanos hicieron un viaje por Europa para visitar la tumba de su hija en Coburgo y arreglar la cuestión de los hijos primogénitos de esta. Viudo, el príncipe Augusto deseaba establecer su residencia en Europa. Sin embargo, la princesa Isabel aún no tenía hijos y los hijos de Augusto y Leopoldina eran los herederos presuntos de la corona brasileña. Tras un acuerdo con los Sajonia-Coburgo, la pareja imperial se llevó a los dos hijos mayores (Pedro y Augusto) a Río de Janeiro en 1872 para darles una educación brasileña.

#### Viajes agotadores
La pareja imperial realizó viajes por América del Norte, Europa y Oriente Medio en 1876 y entre 1887 y 1888. Esto no le gustaba a Teresa Cristina, que prefería su día a día brasileño, centrado en su familia, la religión y las obras benéficas. Además, la visita a su tierra natal en 1872 solo sirvió para reavivar recuerdos dolorosos: en 1861, la dinastía de los Borbones-Sicilias había sido destronada por la Expedición de los Mil de Giuseppe Garibaldi y su antiguo reino no era más que una provincia de la Italia unificada. Desde entonces, todos aquellos que había conocido y querido en Nápoles en su juventud se habían ido, lo que creó en ella un gran vacío.
Poco consciente de esto, el emperador organizó, en la primavera de 1888, un nuevo viaje a Italia durante el cual la emperatriz se codearía con el rey Víctor Manuel II de Italia, responsable de la caída de su propia familia. Sin embargo, este no fue el momento más agotador de este segundo viaje al país de su infancia. De hecho, durante su paso por Milán, el emperador estuvo a punto de morir y su esposa se pasó dos semanas vigilándole hasta que no se curó totalmente.

### Del golpe de Estado republicano a la muerte en el exilio

#### El golpe de Estado republicano de 1889
La tranquila rutina doméstica de la emperatriz se rompió brutalmente el 15 de noviembre de 1889. Ese día, un golpe de Estado republicano organizado por una facción del ejército depuso a Pedro II y le obligó a exiliarse en Europa con su familia. Desde el inicio de la década de 1880, Brasil conoció un gran crecimiento económico y su imagen en el extranjero no hizo más que mejorar. Sin embargo, al mismo tiempo, la monarquía brasileña no dejó de debilitarse y el emperador fue el principal culpable, ya que no tuvo un heredero varón y él mismo no creía que el régimen imperial pudiera sobrevivir. Por ello, dejó que su autoridad se fuera diluyendo mientras que el descontento de los plataneros, afectados por la abolición de la esclavitud en 1888, se fue intensificando y el movimiento republicano se fue haciendo más fuerte en el ejército.
La caída de la monarquía brasileña tuvo grandes repercusiones en la moral de Teresa Cristina. Según el historiador Roderick J. Barman, «los acontecimientos del 15 de noviembre de 1889 la destruyeron emocional y físicamente». De hecho, la emperatriz «quería a Brasil y a sus habitantes. Lo que más quería era acabar sus días en Brasil». Con 66 años y enferma de disnea y artritis, tuvo que enfrentarse a la idea de acompañar a su esposo en los desplazamientos continuos a través de Europa y pasar sus últimos años en incómodos lugares extranjeros.

#### Exilio y muerte

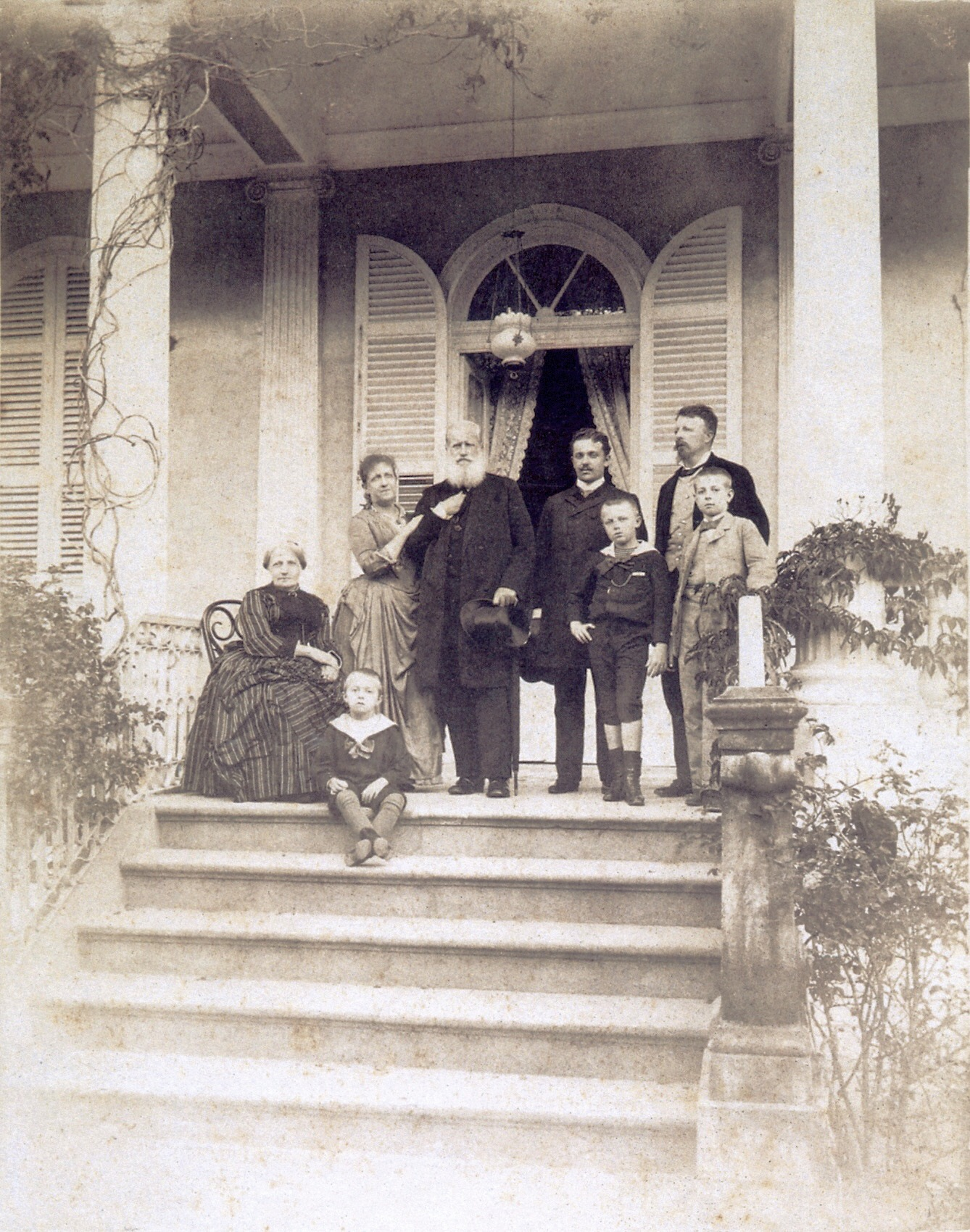
La considerada última foto de la familia imperial de Brasil. Aparecen, de izquierda a derecha, la emperatriz Teresa Cristina, el príncipe Antonio, la princesa imperial Isabel, el emperador Pedro II, el príncipe Pedro, el príncipe de Gran Pará, el conde de Eu y el príncipe Luis. Foto de Otto Hees (1888).

Tras haber estado enferma durante toda la travesía del Atlántico Teresa Cristina llegó a Lisboa con toda su familia el 7 de diciembre de 1889. Sin embargo, su desembarco en Portugal coincidió con las ceremonias de coronación del rey Carlos I de Portugal y el gobierno no tardó en hacerle saber que un soberano caído en desgracia no era deseado en la capital en ese momento. Humillados por la recepción, el emperador y la emperatriz se instalaron en Oporto mientras que sus hijos y sus nietos se fueron para España.
El 24 de diciembre, la pareja imperial recibió una terrible noticia. Aunque esperaban poder entrar un día en el país, Pedro II y Teresa Cristina fueron informados de su exilio definitivo. Para la soberana, esto fue un duro golpe que le quitó todo deseo de sobrevivir. Algunos días más tarde, tuvo un nuevo ataque de asma nocturno, pero, como no tenía fiebre, el emperador salió a dar un paseo por la ciudad. A pesar de la insistencia de la soberana, ningún cura fue llamado a su lado y ella murió lejos de su familia, de un paro cardiaco a las 2:00. Antes de morir, Teresa Cristina le dijo a Maria Isabel de Andrade Pinto, baronesa de Japurá: «No muero por mi enfermedad, muero por la pena y la desgracia». Algunos minutos después, dijo sus últimas palabras: «Echo de menos a mi hija y a mis nietos. No puedo abrazarles por última vez. Brasil, tierra magnífica... nunca podré volver...».
Los días siguientes, una multitud llenó las calles de Oporto para asistir al funeral de la exemperatriz. Por petición de Pedro II, los restos mortales de Teresa Cristina fueron llevados cerca de Lisboa, a la iglesia de San Vicente de Fora donde se encuentra el Panteón de los Braganza.

#### Entierro

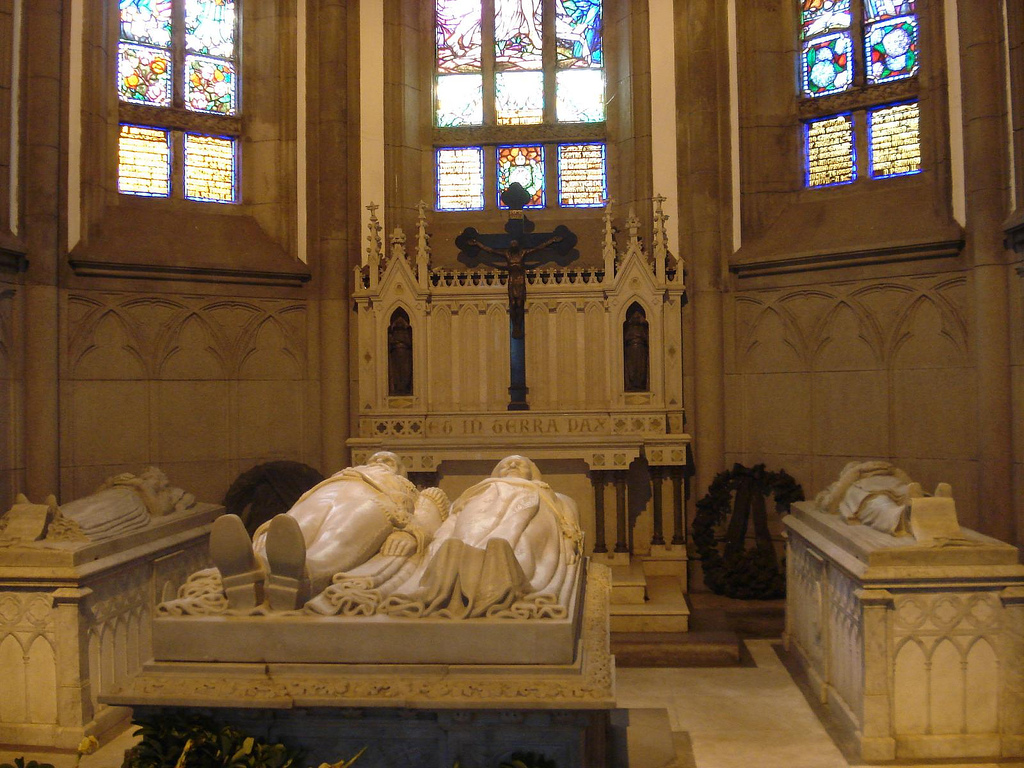
Efigies de Teresa Cristina y de Pedro II en la catedral de Petrópolis.

Dos años después de la muerte de Teresa Cristina, falleció Pedro II y fue enterrado en la iglesia de San Vicente de Fora el 12 de diciembre de 1891. Treinta años más tarde, en 1921, los restos de la pareja imperial fueron trasladados a Brasil donde recibieron funerales oficiales en la catedral de Río de Janeiro. El día fue declarado festivo y se organizaron misas en memoria de los soberanos a través de todo el país. Millares de personas asistieron a los funerales. El historiador Pedro Calmon escribió: «Las personas mayores lloraban; muchas se arrodillaban; todo el mundo aplaudía. No había distinción entre republicanos y monárquicos. Todos eran brasileños».
Finalmente, el 5 de diciembre de 1939 se celebró una nueva ceremonia en presencia del dictador brasileño Getúlio Vargas y los cuerpos de Teresa Cristina y Pedro II fueron llevados a una capilla anexa a la catedral de Petrópolis, donde descansan a día de hoy.

## Legado

### Pedro II y la memoria de su esposa
A pesar de que pudiera parecer sorprendente, el emperador fue la persona que más sufrió con la desaparición de Teresa Cristina. Según el historiador José Murilo de Carbalho, a pesar de la «decepción inicial que le causó su prometida, la falta de atracción hacia ella [y] las relaciones que tuvo [con otras mujeres], el hecho de haber vivido 46 años juntos acabó desarrollando un fuerte sentimiento de amistad y de respeto hacia ella, [sentimiento] que su muerte no hizo más que sacar a la superficie». Roderick J. Barman hizo un análisis similar. Según este último, solo después de la muerte de su esposa, el emperador «empezó a apreciar su atención, su amabilidad, su abnegación y su generosidad». A menudo la llamaba «mi santa» y estimaba que era más virtuosa que él y la imaginaba en el paraíso donde recibiría el reconocimiento y las recompensas que no le supo dar en vida. De hecho, según el historiador, el carácter de santidad que el emperador confería a su esposa le aseguraba su perdón por no haberla tratado bien en vida y le garantizaba una protección en la eternidad, ya que ella debería interceder en su favor.

### Brasil frente a la desaparición de la emperatriz

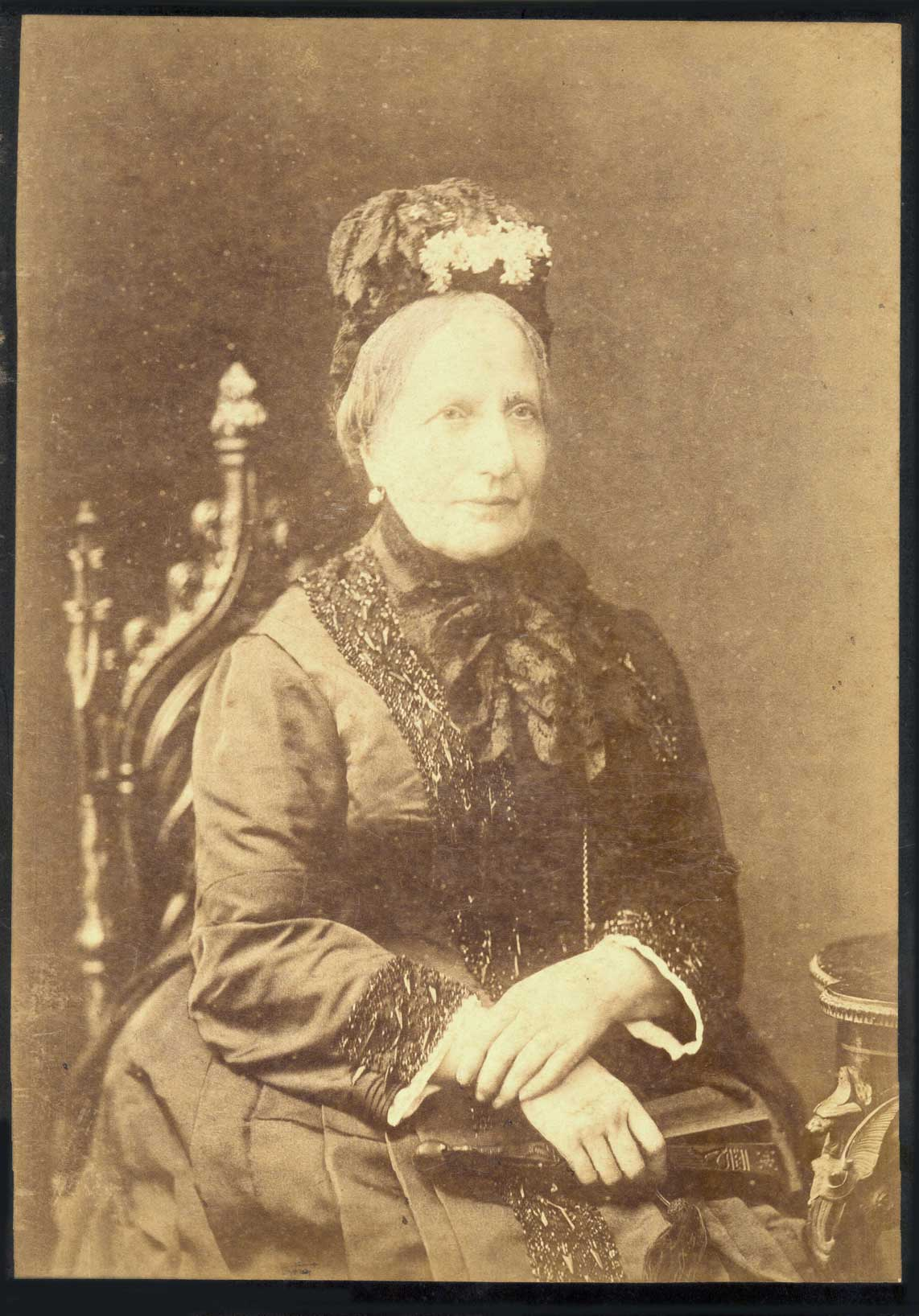
La emperatriz Teresa Cristina hacia 1887.

La noticia de la desaparición de Teresa Cristina provocó una ola de tristeza en Brasil. Su sencillez, su amabilidad y sobre todo su alejamiento de cualquier controversia política la protegieron de cualquier crítica, incluido en el ámbito republicano. El poeta y periodista Artur Azevedo escribió, a propósito del sentimiento general provocado por la muerte de la emperatriz: 

Nunca he hablado con ella, pero siempre que he pasado por su lado me he quitado el sombrero y me he inclinado, no ante la emperatriz, sino ante la dulce y honrada figura de una pobre y casi humilde burguesa. He visto a muchos republicanos exaltados haciendo esto mismo. (...) A ella la llamaban madre de los brasileños, y nosotros le profesábamos una especie de veneración filial, sin ningún tipo de irreverencia, y ¿quién sabe? Sus virtudes podrían haber sido un mayor apoyo para ese trono, que un día desapareció. (...) La soberana tuvo el buen olfato de no meterse nunca en política, ni en los asuntos de Estado (...) Su muerte será llorada durante muchos días: Teresa Cristina era uno de esos seres cuya memoria tenía derecho a las lágrimas.

Los periódicos brasileños comentaron también la desaparición de la soberana. El periódico republicano Gazeta de Notícias escribió así en su esquela: «Quien era esta santa mujer, no es necesario repetirlo. Todo Brasil lo sabe, con ese choque que alcanza de forma tan profunda al anciano emperador, se acuerda uno de que ella fue justa y universalmente proclamada madre de los brasileños». El Jornal do Commercio escribió: «durante 46 años Teresa Cristina ha vivido en la madre patria brasileña que ella ha amado sinceramente y, durante todo este tiempo, por todo este vasto país, su nombre solo ha sido pronunciado en loas o en palabras de reconocimiento».

### Teresa Cristina vista por los historiadores
Aunque estuvo a la sombra de Pedro II, Teresa Cristina tiene su lugar particular en la historia de Brasil. Según el historiador Eli Behar, ella era conocida «por su discreción, que la protegió de ser asociada a un movimiento político y por su ternura y caridad, que le ganó el apodo de "madre de los brasileños"». El historiador Benedito Antunes hace un análisis similar y escribió que ella «era querida por los brasileños, que la llamaban, por su discreción, la "emperatriz silenciosa", y la consideraban la "madre de los brasileños"». Este autor alaba, además, la acción de la emperatriz en favor de las artes y el desarrollo científico. Escribió asimismo que «promovió la cultura, haciendo venir de Italia a artistas, intelectuales, científicos, botánicos, músicos, etc., de esta manera contribuyó al progreso y al enriquecimiento de la vida cultural brasileña». La escritora Eugenia Zerbini comparte la misma opinión al recordar que, gracias a Teresa Cristina, Brasil posee hoy en día la mayor colección de antigüedades clásicas de toda América Latina.
El historiador Aniello Angelo Avella va aún más lejos. Según él, la imagen de una Teresa Cristina silenciosa y apagada corresponde más a un estereotipo que a una realidad. Nunca se ha realizado ningún estudio global de los papeles de la emperatriz y este considera que ella ha tenido un papel mayor que el que se le ha dado generalmente. Para apoyar esta tesis, el historiador insiste en la importancia de la herencia artística de la soberana y en su papel en la inmigración italiana. Además, habla de la leyenda negra de las que han sido víctimas los Borbón-Sicilias en Italia con la condescendencia y el desprecio que aún enturbian la imagen de la emperatriz en la historiografía brasileña.

## La emperatriz en la cultura popular
Toponimia
Diversas ciudades brasileñas han sido bautizadas con referencia a la soberana. Entre ellas, se encuentra Teresópolis (Estado de Río de Janeiro), Teresina (capital de Piauí), Cristina (en Minas Gerais) y Imperatriz (en Maranhão). Es también el caso de Cristinápolis (en Sergipe) y de Santo Amaro da Imperatriz (en Santa Catarina).
Ferrocarriles
La línea Tereza Cristina es una línea ferroviaria brasileña situada en el estado de Santa Catarina.
Cine y televisión
- En el cine, el papel de la emperatriz ha sido interpretado por Martha Overbeck en la película brasileña O Xangô de Baker Street (2001).[125]
- En televisión, ha sido interpretado por Regina Macedo en las miniseries brasileñas Abolição y República (1989)[126] y por Filomena Luiza en la telenovela Sangue do meu sangue (1995).[127]

Colecciones imperiales
Justo antes de su muerte, el emperador Pedro II donó la mayoría de sus colecciones al gobierno brasileño. Estos los han dividido entre el Archivo Nacional del Brasil, el Museo Imperial, la Biblioteca Nacional y el Instituto Histórico y Geográfico. El número exacto de objetos legados por el soberano aún es incierto: el palacio de São Cristóvão contenía 48 000 volúmenes, además de una importante colección de fotografías, cartas, manuscritos raros, monedas, medallas y otros objetos. Se estima además que más de 100 000 objetos del legado imperial han sido divididos entre la Biblioteca Nacional y el Instituto Histórico y Geográfico. Sin embargo, la única condición impuesta por el soberano para transmitir sus colecciones al gobierno republicano fue que recibieran el nombre de su mujer. Por eso, hoy en día se conoce como «Colección Teresa Cristina María». Desde 2009, esta colección está clasificado por la UNESCO en el Programa Memoria del Mundo.
Exposiciones
- En 1996, la arqueóloga Maria Beltrão organizó en el Museo Nacional de Brasil una exposición titulada «Jardín de las Princesas y la arqueología histórica» dedicado a los mosaicos de la emperatriz.[131]
- En 1997, una exposición itinerante llamada «Teresa Cristina María: la emperatriz silenciosa» fue organizada por el Museo imperial brasileño.[132] También se llevó al Museo Paulista y acabó con la publicación de un libro[133] y la filmación de un documental.[134]

## Ancestros
| \| \| \| \| \| \| \| \| \| \| \| \| \| \| \| \| \| \| \| \| 16. Felipe V, rey de España (= 24 y 28) \| \| \| \| \| \| \| \| \| \| \| \| \| \| \| \| \| \| \| \| \| \| \| \| \| \| \| \| \| \| \| \| \| \| \| \| \| \| \| \| \| \| \| \| \| \| \| \| \| \| \| \| \| \| 8. Carlos III, rey de España (= 12) \| \| \| \| \| \| \| \| \| \| \| \| \| \| \| \| \| \| \| \| \| \| \| \| \| \| \| \| \| \| \| \| \| \| \| \| \| \| \| \| \| \| \| \| \| \| \| \| \| \| \| \| \| \| 17. Princesa Isabel de Parma (= 25 y 29) \| \| \| \| \| \| \| \| \| \| \| \| \| \| \| \| \| \| \| \| \| \| \| \| \| \| \| \| \| \| \| \| \| \| \| \| \| \| \| \| \| \| \| \| \| \| \| \| \| \| \| \| \| \| 4. Fernando I, rey de las Dos Sicilias \| \| \| \| \| \| \| \| \| \| \| \| \| \| \| \| \| \| \| \| \| \| \| \| \| \| \| \| \| \| \| \| \| \| \| \| \| \| \| \| \| \| \| \| \| \| \| \| \| \| \| \| \| \| 18. Augusto III, rey de Polonia (= 26) \| \| \| \| \| \| \| \| \| \| \| \| \| \| \| \| \| \| \| \| \| \| \| \| \| \| \| \| \| \| \| \| \| \| \| \| \| \| \| \| \| \| \| \| \| \| \| \| \| \| \| \| \| \| 9. Princesa María Amalia de Sajonia (= 13) \| \| \| \| \| \| \| \| \| \| \| \| \| \| \| \| \| \| \| \| \| \| \| \| \| \| \| \| \| \| \| \| \| \| \| \| \| \| \| \| \| \| \| \| \| \| \| \| \| \| \| \| \| \| 19. Archiduquesa María Josefa de Austria (= 27) \| \| \| \| \| \| \| \| \| \| \| \| \| \| \| \| \| \| \| \| \| \| \| \| \| \| \| \| \| \| \| \| \| \| \| \| \| \| \| \| \| \| \| \| \| \| \| \| \| \| \| \| \| \| 2. Francisco I, rey de las Dos Sicilias \| \| \| \| \| \| \| \| \| \| \| \| \| \| \| \| \| \| \| \| \| \| \| \| \| \| \| \| \| \| \| \| \| \| \| \| \| \| \| \| \| \| \| \| \| \| \| \| \| \| \| \| \| \| 20. Leopoldo I, duque de Lorena y Bar \| \| \| \| \| \| \| \| \| \| \| \| \| \| \| \| \| \| \| \| \| \| \| \| \| \| \| \| \| \| \| \| \| \| \| \| \| \| \| \| \| \| \| \| \| \| \| \| \| \| \| \| \| \| 10. Francisco I, emperador del Sacro Imperio Romano Germánico \| \| \| \| \| \| \| \| \| \| \| \| \| \| \| \| \| \| \| \| \| \| \| \| \| \| \| \| \| \| \| \| \| \| \| \| \| \| \| \| \| \| \| \| \| \| \| \| \| \| \| \| \| \| 21. Princesa Isabel Carlota de Orleans \| \| \| \| \| \| \| \| \| \| \| \| \| \| \| \| \| \| \| \| \| \| \| \| \| \| \| \| \| \| \| \| \| \| \| \| \| \| \| \| \| \| \| \| \| \| \| \| \| \| \| \| \| \| 5. Archiduquesa María Carolina de Austria \| \| \| \| \| \| \| \| \| \| \| \| \| \| \| \| \| \| \| \| \| \| \| \| \| \| \| \| \| \| \| \| \| \| \| \| \| \| \| \| \| \| \| \| \| \| \| \| \| \| \| \| \| \| 22. Carlos VI, emperador del Sacro Imperio Romano Germánico \| \| \| \| \| \| \| \| \| \| \| \| \| \| \| \| \| \| \| \| \| \| \| \| \| \| \| \| \| \| \| \| \| \| \| \| \| \| \| \| \| \| \| \| \| \| \| \| \| \| \| \| \| \| 11. María Teresa I, archiduquesa de Austria y reina de Hungría y Bohemia \| \| \| \| \| \| \| \| \| \| \| \| \| \| \| \| \| \| \| \| \| \| \| \| \| \| \| \| \| \| \| \| \| \| \| \| \| \| \| \| \| \| \| \| \| \| \| \| \| \| \| \| \| \| 23. Duquesa Isabel Cristina de Brunswick-Wolfenbüttel \| \| \| \| \| \| \| \| \| \| \| \| \| \| \| \| \| \| \| \| \| \| \| \| \| \| \| \| \| \| \| \| \| \| \| \| \| \| \| \| \| \| \| \| \| \| \| \| \| \| \| \| \| \| 1. Princesa Teresa Cristina de las Dos Sicilias \| \| \| \| \| \| \| \| \| \| \| \| \| \| \| \| \| \| \| \| \| \| \| \| \| \| \| \| \| \| \| \| \| \| \| \| \| \| \| \| \| \| \| \| \| \| \| \| \| \| \| \| \| \| 24. Felipe V, rey de España (= 16 y 28) \| \| \| \| \| \| \| \| \| \| \| \| \| \| \| \| \| \| \| \| \| \| \| \| \| \| \| \| \| \| \| \| \| \| \| \| \| \| \| \| \| \| \| \| \| \| \| \| \| \| \| \| \| \| 12. Carlos III, rey de España (= 8) \| \| \| \| \| \| \| \| \| \| \| \| \| \| \| \| \| \| \| \| \| \| \| \| \| \| \| \| \| \| \| \| \| \| \| \| \| \| \| \| \| \| \| \| \| \| \| \| \| \| \| \| \| \| 25. Princesa Isabel de Parma (= 17 y 29) \| \| \| \| \| \| \| \| \| \| \| \| \| \| \| \| \| \| \| \| \| \| \| \| \| \| \| \| \| \| \| \| \| \| \| \| \| \| \| \| \| \| \| \| \| \| \| \| \| \| \| \| \| \| 6. Carlos IV, rey de España \| \| \| \| \| \| \| \| \| \| \| \| \| \| \| \| \| \| \| \| \| \| \| \| \| \| \| \| \| \| \| \| \| \| \| \| \| \| \| \| \| \| \| \| \| \| \| \| \| \| \| \| \| \| 26. Augusto III, rey de Polonia (= 18) \| \| \| \| \| \| \| \| \| \| \| \| \| \| \| \| \| \| \| \| \| \| \| \| \| \| \| \| \| \| \| \| \| \| \| \| \| \| \| \| \| \| \| \| \| \| \| \| \| \| \| \| \| \| 13. Princesa María Amalia de Sajonia (= 9) \| \| \| \| \| \| \| \| \| \| \| \| \| \| \| \| \| \| \| \| \| \| \| \| \| \| \| \| \| \| \| \| \| \| \| \| \| \| \| \| \| \| \| \| \| \| \| \| \| \| \| \| \| \| 27. Archiduquesa María Josefa de Austria (= 19) \| \| \| \| \| \| \| \| \| \| \| \| \| \| \| \| \| \| \| \| \| \| \| \| \| \| \| \| \| \| \| \| \| \| \| \| \| \| \| \| \| \| \| \| \| \| \| \| \| \| \| \| \| \| 3. Infanta María Isabel de España \| \| \| \| \| \| \| \| \| \| \| \| \| \| \| \| \| \| \| \| \| \| \| \| \| \| \| \| \| \| \| \| \| \| \| \| \| \| \| \| \| \| \| \| \| \| \| \| \| \| \| \| \| \| 28. Felipe V, rey de España (= 16 y 24) \| \| \| \| \| \| \| \| \| \| \| \| \| \| \| \| \| \| \| \| \| \| \| \| \| \| \| \| \| \| \| \| \| \| \| \| \| \| \| \| \| \| \| \| \| \| \| \| \| \| \| \| \| \| 14. Felipe I, duque de Parma \| \| \| \| \| \| \| \| \| \| \| \| \| \| \| \| \| \| \| \| \| \| \| \| \| \| \| \| \| \| \| \| \| \| \| \| \| \| \| \| \| \| \| \| \| \| \| \| \| \| \| \| \| \| 29. Princesa Isabel de Parma (= 17 y 25) \| \| \| \| \| \| \| \| \| \| \| \| \| \| \| \| \| \| \| \| \| \| \| \| \| \| \| \| \| \| \| \| \| \| \| \| \| \| \| \| \| \| \| \| \| \| \| \| \| \| \| \| \| \| 7. Princesa María Luisa de Parma \| \| \| \| \| \| \| \| \| \| \| \| \| \| \| \| \| \| \| \| \| \| \| \| \| \| \| \| \| \| \| \| \| \| \| \| \| \| \| \| \| \| \| \| \| \| \| \| \| \| \| \| \| \| 30. Luis XV, rey de Francia \| \| \| \| \| \| \| \| \| \| \| \| \| \| \| \| \| \| \| \| \| \| \| \| \| \| \| \| \| \| \| \| \| \| \| \| \| \| \| \| \| \| \| \| \| \| \| \| \| \| \| \| \| \| 15. Princesa Luisa Isabel de Francia \| \| \| \| \| \| \| \| \| \| \| \| \| \| \| \| \| \| \| \| \| \| \| \| \| \| \| \| \| \| \| \| \| \| \| \| \| \| \| \| \| \| \| \| \| \| \| \| \| \| \| \| \| \| 31. Condesa María Leszczyńska \| \| \| \| \| \| \| \| \| \| \| \| \| \| \| \| \| \| \| \| \| \| \| \| \| \| \| \| \| \| \| \| \| \| \| \| \| \| \| \| \| \| \| \| \| \| \| \| \| \| \| \| |                                                                          |  |  |  |  |  |  |  |  |  |  |  |  |  |  |  |
| |                                                                          |  |  |  |  |  |  |  |  |  |  |  |  |  |  |  |
| | 16. Felipe V, rey de España (= 24 y 28)                                  |  |  |  |  |  |  |  |  |  |  |  |  |  |  |  |
| |                                                                          |  |  |  |  |  |  |  |  |  |  |  |  |  |  |  |
| |                                                                          |  |  |  |  |  |  |  |  |  |  |  |  |  |  |  |
| | 8. Carlos III, rey de España (= 12)                                      |  |  |  |  |  |  |  |  |  |  |  |  |  |  |  |
| |                                                                          |  |  |  |  |  |  |  |  |  |  |  |  |  |  |  |
| |                                                                          |  |  |  |  |  |  |  |  |  |  |  |  |  |  |  |
| | 17. Princesa Isabel de Parma (= 25 y 29)                                 |  |  |  |  |  |  |  |  |  |  |  |  |  |  |  |
| |                                                                          |  |  |  |  |  |  |  |  |  |  |  |  |  |  |  |
| |                                                                          |  |  |  |  |  |  |  |  |  |  |  |  |  |  |  |
| | 4. Fernando I, rey de las Dos Sicilias                                   |  |  |  |  |  |  |  |  |  |  |  |  |  |  |  |
| |                                                                          |  |  |  |  |  |  |  |  |  |  |  |  |  |  |  |
| |                                                                          |  |  |  |  |  |  |  |  |  |  |  |  |  |  |  |
| | 18. Augusto III, rey de Polonia (= 26)                                   |  |  |  |  |  |  |  |  |  |  |  |  |  |  |  |
| |                                                                          |  |  |  |  |  |  |  |  |  |  |  |  |  |  |  |
| |                                                                          |  |  |  |  |  |  |  |  |  |  |  |  |  |  |  |
| | 9. Princesa María Amalia de Sajonia (= 13)                               |  |  |  |  |  |  |  |  |  |  |  |  |  |  |  |
| |                                                                          |  |  |  |  |  |  |  |  |  |  |  |  |  |  |  |
| |                                                                          |  |  |  |  |  |  |  |  |  |  |  |  |  |  |  |
| | 19. Archiduquesa María Josefa de Austria (= 27)                          |  |  |  |  |  |  |  |  |  |  |  |  |  |  |  |
| |                                                                          |  |  |  |  |  |  |  |  |  |  |  |  |  |  |  |
| |                                                                          |  |  |  |  |  |  |  |  |  |  |  |  |  |  |  |
| | 2. Francisco I, rey de las Dos Sicilias                                  |  |  |  |  |  |  |  |  |  |  |  |  |  |  |  |
| |                                                                          |  |  |  |  |  |  |  |  |  |  |  |  |  |  |  |
| |                                                                          |  |  |  |  |  |  |  |  |  |  |  |  |  |  |  |
| | 20. Leopoldo I, duque de Lorena y Bar                                    |  |  |  |  |  |  |  |  |  |  |  |  |  |  |  |
| |                                                                          |  |  |  |  |  |  |  |  |  |  |  |  |  |  |  |
| |                                                                          |  |  |  |  |  |  |  |  |  |  |  |  |  |  |  |
| | 10. Francisco I, emperador del Sacro Imperio Romano Germánico            |  |  |  |  |  |  |  |  |  |  |  |  |  |  |  |
| |                                                                          |  |  |  |  |  |  |  |  |  |  |  |  |  |  |  |
| |                                                                          |  |  |  |  |  |  |  |  |  |  |  |  |  |  |  |
| | 21. Princesa Isabel Carlota de Orleans                                   |  |  |  |  |  |  |  |  |  |  |  |  |  |  |  |
| |                                                                          |  |  |  |  |  |  |  |  |  |  |  |  |  |  |  |
| |                                                                          |  |  |  |  |  |  |  |  |  |  |  |  |  |  |  |
| | 5. Archiduquesa María Carolina de Austria                                |  |  |  |  |  |  |  |  |  |  |  |  |  |  |  |
| |                                                                          |  |  |  |  |  |  |  |  |  |  |  |  |  |  |  |
| |                                                                          |  |  |  |  |  |  |  |  |  |  |  |  |  |  |  |
| | 22. Carlos VI, emperador del Sacro Imperio Romano Germánico              |  |  |  |  |  |  |  |  |  |  |  |  |  |  |  |
| |                                                                          |  |  |  |  |  |  |  |  |  |  |  |  |  |  |  |
| |                                                                          |  |  |  |  |  |  |  |  |  |  |  |  |  |  |  |
| | 11. María Teresa I, archiduquesa de Austria y reina de Hungría y Bohemia |  |  |  |  |  |  |  |  |  |  |  |  |  |  |  |
| |                                                                          |  |  |  |  |  |  |  |  |  |  |  |  |  |  |  |
| |                                                                          |  |  |  |  |  |  |  |  |  |  |  |  |  |  |  |
| | 23. Duquesa Isabel Cristina de Brunswick-Wolfenbüttel                    |  |  |  |  |  |  |  |  |  |  |  |  |  |  |  |
| |                                                                          |  |  |  |  |  |  |  |  |  |  |  |  |  |  |  |
| |                                                                          |  |  |  |  |  |  |  |  |  |  |  |  |  |  |  |
| | 1. Princesa Teresa Cristina de las Dos Sicilias                          |  |  |  |  |  |  |  |  |  |  |  |  |  |  |  |
| |                                                                          |  |  |  |  |  |  |  |  |  |  |  |  |  |  |  |
| |                                                                          |  |  |  |  |  |  |  |  |  |  |  |  |  |  |  |
| | 24. Felipe V, rey de España (= 16 y 28)                                  |  |  |  |  |  |  |  |  |  |  |  |  |  |  |  |
| |                                                                          |  |  |  |  |  |  |  |  |  |  |  |  |  |  |  |
| |                                                                          |  |  |  |  |  |  |  |  |  |  |  |  |  |  |  |
| | 12. Carlos III, rey de España (= 8)                                      |  |  |  |  |  |  |  |  |  |  |  |  |  |  |  |
| |                                                                          |  |  |  |  |  |  |  |  |  |  |  |  |  |  |  |
| |                                                                          |  |  |  |  |  |  |  |  |  |  |  |  |  |  |  |
| | 25. Princesa Isabel de Parma (= 17 y 29)                                 |  |  |  |  |  |  |  |  |  |  |  |  |  |  |  |
| |                                                                          |  |  |  |  |  |  |  |  |  |  |  |  |  |  |  |
| |                                                                          |  |  |  |  |  |  |  |  |  |  |  |  |  |  |  |
| | 6. Carlos IV, rey de España                                              |  |  |  |  |  |  |  |  |  |  |  |  |  |  |  |
| |                                                                          |  |  |  |  |  |  |  |  |  |  |  |  |  |  |  |
| |                                                                          |  |  |  |  |  |  |  |  |  |  |  |  |  |  |  |
| | 26. Augusto III, rey de Polonia (= 18)                                   |  |  |  |  |  |  |  |  |  |  |  |  |  |  |  |
| |                                                                          |  |  |  |  |  |  |  |  |  |  |  |  |  |  |  |
| |                                                                          |  |  |  |  |  |  |  |  |  |  |  |  |  |  |  |
| | 13. Princesa María Amalia de Sajonia (= 9)                               |  |  |  |  |  |  |  |  |  |  |  |  |  |  |  |
| |                                                                          |  |  |  |  |  |  |  |  |  |  |  |  |  |  |  |
| |                                                                          |  |  |  |  |  |  |  |  |  |  |  |  |  |  |  |
| | 27. Archiduquesa María Josefa de Austria (= 19)                          |  |  |  |  |  |  |  |  |  |  |  |  |  |  |  |
| |                                                                          |  |  |  |  |  |  |  |  |  |  |  |  |  |  |  |
| |                                                                          |  |  |  |  |  |  |  |  |  |  |  |  |  |  |  |
| | 3. Infanta María Isabel de España                                        |  |  |  |  |  |  |  |  |  |  |  |  |  |  |  |
| |                                                                          |  |  |  |  |  |  |  |  |  |  |  |  |  |  |  |
| |                                                                          |  |  |  |  |  |  |  |  |  |  |  |  |  |  |  |
| | 28. Felipe V, rey de España (= 16 y 24)                                  |  |  |  |  |  |  |  |  |  |  |  |  |  |  |  |
| |                                                                          |  |  |  |  |  |  |  |  |  |  |  |  |  |  |  |
| |                                                                          |  |  |  |  |  |  |  |  |  |  |  |  |  |  |  |
| | 14. Felipe I, duque de Parma                                             |  |  |  |  |  |  |  |  |  |  |  |  |  |  |  |
| |                                                                          |  |  |  |  |  |  |  |  |  |  |  |  |  |  |  |
| |                                                                          |  |  |  |  |  |  |  |  |  |  |  |  |  |  |  |
| | 29. Princesa Isabel de Parma (= 17 y 25)                                 |  |  |  |  |  |  |  |  |  |  |  |  |  |  |  |
| |                                                                          |  |  |  |  |  |  |  |  |  |  |  |  |  |  |  |
| |                                                                          |  |  |  |  |  |  |  |  |  |  |  |  |  |  |  |
| | 7. Princesa María Luisa de Parma                                         |  |  |  |  |  |  |  |  |  |  |  |  |  |  |  |
| |                                                                          |  |  |  |  |  |  |  |  |  |  |  |  |  |  |  |
| |                                                                          |  |  |  |  |  |  |  |  |  |  |  |  |  |  |  |
| | 30. Luis XV, rey de Francia                                              |  |  |  |  |  |  |  |  |  |  |  |  |  |  |  |
| |                                                                          |  |  |  |  |  |  |  |  |  |  |  |  |  |  |  |
| |                                                                          |  |  |  |  |  |  |  |  |  |  |  |  |  |  |  |
| | 15. Princesa Luisa Isabel de Francia                                     |  |  |  |  |  |  |  |  |  |  |  |  |  |  |  |
| |                                                                          |  |  |  |  |  |  |  |  |  |  |  |  |  |  |  |
| |                                                                          |  |  |  |  |  |  |  |  |  |  |  |  |  |  |  |
| | 31. Condesa María Leszczyńska                                            |  |  |  |  |  |  |  |  |  |  |  |  |  |  |  |
| |                                                                          |  |  |  |  |  |  |  |  |  |  |  |  |  |  |  |
| |                                                                          |  |  |  |  |  |  |  |  |  |  |  |  |  |  |  |

## Sucesión
| Predecesor: Princesa Amelia de Leuchtenberg | Emperatriz de Brasil 1843—1889 | Sucesor: Monarquía abolida |

## Descendencia
| Nombre     | Foto | Fecha de nacimiento   | Fecha de defunción      | Notas                                                                      |
| ---------- | ---- | --------------------- | ----------------------- | -------------------------------------------------------------------------- |
| Alfonso    |      | 23 de febrero de 1845 | 11 de junio de 1847     | Príncipe imperial desde su nacimiento hasta su muerte. Murió de epilepsia. |
| Isabel     |      | 26 de julio de 1846   | 14 de noviembre de 1921 | Se casó con Gastón de Orleans. Tuvo descendencia                           |
| Leopoldina |      | 13 de julio de 1847   | 7 de febrero de 1871    | Se casó con Luis Augusto de Sajonia-Coburgo-Gotha. Tuvo descendencia       |
| Pedro      |      | 18 de julio de 1848   | 9 de enero de 1850      | Príncipe imperial desde su nacimiento hasta su muerte.                     |

### Sobre la emperatriz
- Avella, Aniello Angelo (2010). Teresa Cristina Maria de Bourbon, Uma Imperatriz Silenciada (en portugués). Università di Roma Tor Vergata. Archivado desde el original el 4 de septiembre de 2011. Consultado el 10 de julio de 2012.
- Colacurcio, Paola; Grillo, Felicetta Wanda (1997). Teresa Cristina Maria: a Imperatriz silenciosa (en portugués). Río de Janeiro: Museu Imperial / Pontifício Santuário Di Pompei / Istituto Italiano de Cultura.
- Zerbini, Eugenia (1 de febrero de 2007). «Retrato: A imperatriz invisível». Revista de História da Biblioteca Nacional (en portugués) (17): 62-65. ISSN 1808-4001.  (enlace roto disponible en Internet Archive; véase el historial, la primera versión y la última).

### Sobre la familia de la emperatriz
- Barman, Roderick J. (1999). Citizen Emperor: Pedro II and the Making of Brazil, 1825–1891 (en inglés). Stanford, Californie: Stanford University Press. ISBN 0804735107.
- Barman, Roderick J. (2005). Princesa Isabel: gênero e poder no século XIX (en portugués). São Paulo: UNESP. ISBN 8571395985.
- Besouchet, Lídia (1993). Pedro II e o Século XIX (en portugués) (2 edición). Río de Janeiro: Nova Fronteira. ISBN 85-209-0494-7.
- Calmon, Pedro (1975). História de D. Pedro II (en portugués) (5 edición). Río de Janeiro: J. Olympio.
- Carvalho, José Murilo de (2007). D. Pedro II: ser ou não ser (en portugués). São Paulo: Companhia das Letras. ISBN 978-85-359-0969-2.
- Defrance, Olivier (2007). La Médicis des Cobourg, Clémentine d’Orléans (en francés). Bruselas: Racine. ISBN 2873864869.
- Fargette, Guy (2005). Pedro II, empereur du Brésil: 1840-1889 (en francés). París: L'Harmattan. ISBN 2-7475-8273-6.
- Longo, James McMurtry (2008). Isabel Orleans-Bragança: The Brazilian Princess Who Freed the Slaves (en inglés). Jefferson, Caroline du Nord: McFarland & Company, Inc. ISBN 978-0-7864-3201-1.
- Lyra, Heitor (1977). História de Dom Pedro II (1825–1891): Ascenção (1825–1870) (en portugués) 1. Belo Horizonte: Itatiaia. 1.
- Lyra, Heitor (1977). História de Dom Pedro II (1825–1891): Declínio (1880–1891) (en portugués) 3. Belo Horizonte: Itatiaia. 3.
- Mossé, Benjamin (2001). Dom Pedro II, empereur du Brésil (en francés). BookSurge Publishing. ISBN 1421229811.
- Schwarcz, Lilia Moritz (1998). As Barbas do Imperador: D. Pedro II, um monarca nos trópicos (en portugués) (2 edición). São Paulo: Companhia das Letras. ISBN 85-7164-837-9.

### Sobre la historia de Brasil
- Antunes, Benedito (2009). Machado de Assis e a crítica internacional (en portugués). São Paulo: UNESP. ISBN 9788571399778.
- Behar, Eli (1980). Vultos do Brasil: biografias, história e geografia (en portugués). São Paulo: Hemus. ISBN 8528900061.
- Bennassar, Bartolomé; Marin (2000). Histoire du Brésil (en francés). Fayard. ISBN 2702853560.
- Cenni, Franco (2003). Italianos no Brasil (en portugués) (3 edición). São Paulo: UNESP. ISBN 8531406714.
- Kidder, D. P. (1857). Brazil and the Brazilians, portrayed in historical and descriptive sketches (en inglés). Filadelfia, Pensilvania: Childs & Peterson.
- Sauer, Arthur (1889). Almanak Administrativo, Mercantil e Industrial (Almanaque Laemmert) (en portugués). Río de Janeiro: Laemmert & C.

### Sobre las colecciones imperiales
- Campos Rodrigues, Ana Cristina (10 de noviembre de 2009). Os Mapas do Imperador: a catalogação e identificação da Cartografia da Coleção Teresa Cristina Maria (en portugués). Minas Gerais: Universidade Federal de Minas Gerais. Archivado desde el original el 26 de septiembre de 2011. Consultado el 10 de julio de 2012.

- Datos: Q209353
- Multimedia: Teresa Cristina of the Two Sicilies / Q209353